# Знищення лісів в українських Карпатах

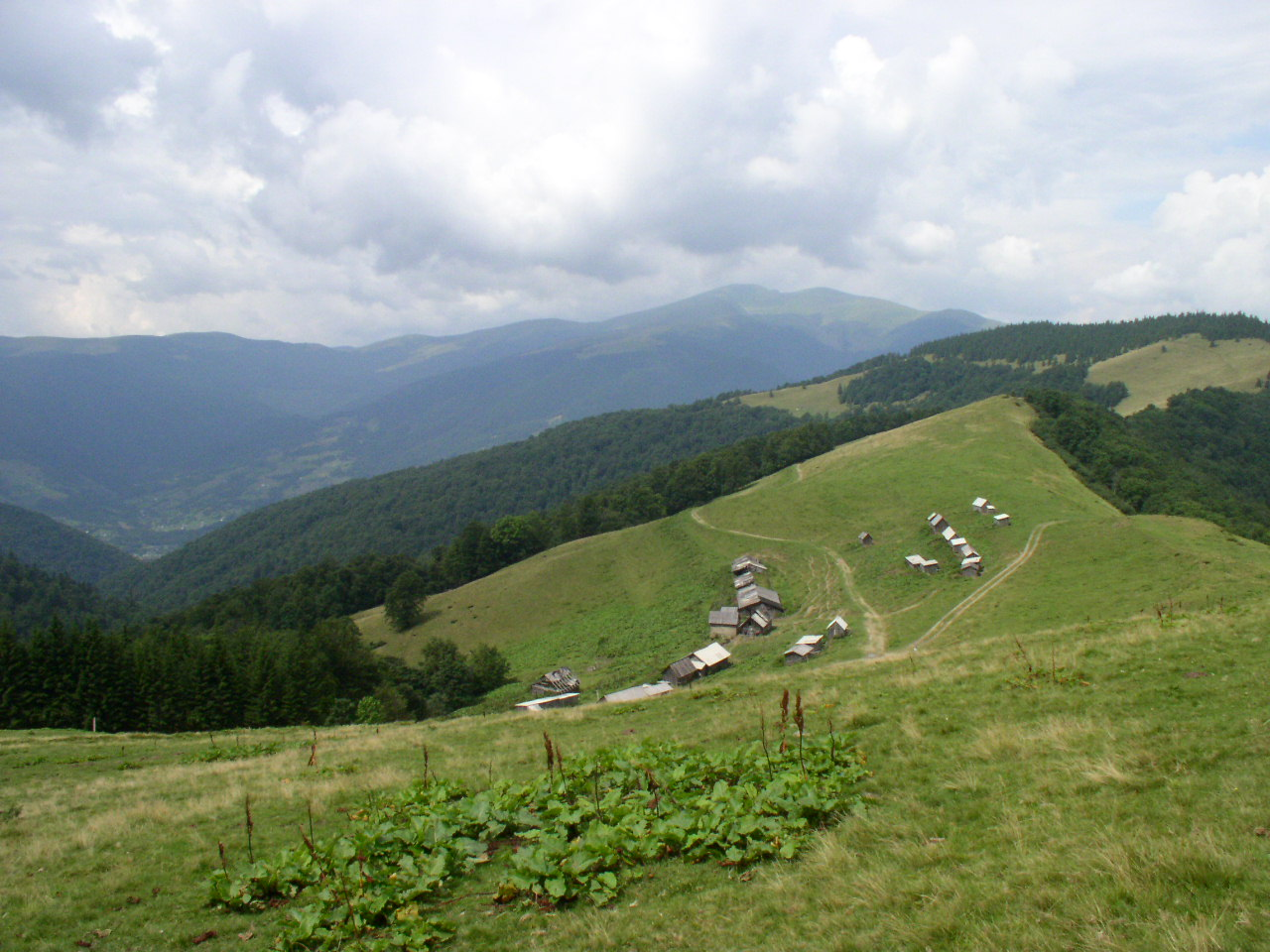
Краєвид Карпат

Знищення лісів в українських Карпатах — знеліснення українських Карпат, яке відбувається внаслідок впорядкованої та невпорядкованої (злочинної) вирубки лісів.

## Чинники

### Соціальні чинники
Соціальні чинники не є визначними, оскільки масове вирубування лісу вимагає значних технічних та фінансових ресурсів — необхідні спеціальна техніка, ремонті бази, обігові кошти. Тим не менше, значний рівень безробіття в Івано-Франківській, Львівській та Закарпатській областях визначають необхідну для ведення незаконної вирубки лісів соціальну та суспільну базу.